# Bianchi-Piaggio
La Bianchi-Piaggio fu una squadra maschile di ciclismo su strada italiana, attiva tra i professionisti fra il 1973 ed il 1984.
La squadra nacque grazie all'impegno di Angelo Trapletti, già proprietario dell'azienda di biciclette seriana Chiorda e sponsor della formazione parmense Salvarani: Trapletti acquistò e rilanciò infatti lo storico marchio Bianchi, riportandolo in pochi anni nel mondo del professionismo con una propria squadra dopo sei stagioni di assenza. Diretta inizialmente da Vittorio Adorni, nelle seguenti undici stagioni di attività la nuova Bianchi (co-sponsorizzata Campagnolo, Faema e Piaggio) fu guidata in ammiraglia da Giancarlo Ferretti.
La Bianchi di quegli anni, come già la Salvarani, ebbe come principale leader e uomo immagine, fino al 1979, il campione bergamasco Felice Gimondi, capace di portare al successo la formazione al Giro d'Italia 1976 e in numerose classiche come la Milano-Sanremo e il Giro di Lombardia. Altri campioni che in quegli anni vestirono i colori della Bianchi furono i belgi Rik Van Linden e Johan De Muynck, quest'ultimo capace di imporsi al Giro d'Italia 1978, e gli italiani Silvano Contini e Gianbattista Baronchelli.

## Cronistoria

### Annuario
| Anno | Codice | Nome               | Cat. | Biciclette | Dirigenza                                          |
| ---- | ------ | ------------------ | ---- | ---------- | -------------------------------------------------- |
| 1973 | -      | Bianchi-Campagnolo | Pro  | Bianchi    | Dir. sportivi: Vittorio Adorni, Giancarlo Ferretti |
| 1974 | -      | Bianchi-Campagnolo | Pro  | Bianchi    | Dir. sportivi: Giancarlo Ferretti                  |
| 1975 | -      | Bianchi-Campagnolo | Pro  | Bianchi    | Dir. sportivi: Giancarlo Ferretti                  |
| 1976 | -      | Bianchi-Campagnolo | Pro  | Bianchi    | Dir. sportivi: Giancarlo Ferretti                  |
| 1977 | -      | Bianchi-Campagnolo | Pro  | Bianchi    | Dir. sportivi: Giancarlo Ferretti                  |
| 1978 | -      | Bianchi-Faema      | Pro  | Bianchi    | Dir. sportivi: Giancarlo Ferretti                  |
| 1979 | -      | Bianchi-Faema      | Pro  | Bianchi    | Dir. sportivi: Giancarlo Ferretti                  |
| 1980 | -      | Bianchi-Piaggio    | Pro  | Bianchi    | Dir. sportivi: Giancarlo Ferretti                  |
| 1981 | -      | Bianchi-Piaggio    | Pro  | Bianchi    | Dir. sportivi: Giancarlo Ferretti                  |
| 1982 | -      | Bianchi-Piaggio    | Pro  | Bianchi    | Dir. sportivi: Giancarlo Ferretti                  |
| 1983 | -      | Bianchi-Piaggio    | Pro  | Bianchi    | Dir. sportivi: Giancarlo Ferretti                  |
| 1984 | -      | Bianchi-Piaggio    | Pro  | Bianchi    | Dir. sportivi: Giancarlo Ferretti                  |

## Palmarès

### Grandi Giri
- Giro d'Italia
  - Partecipazioni: 12 (1973, 1974, 1975, 1976, 1977, 1978, 1979, 1980, 1981, 1982, 1983, 1984)
  - Vittorie di tappa: 33

3 nel 1973: Martín Emilio Rodríguez, Felice Gimondi, Marino Basso
1 nel 1974: Marino Basso
3 nel 1975: Rik Van Linden, Felice Gimondi, Martín Emilio Rodríguez
4 nel 1976: Rik Van Linden (2), Fabrizio Fabbri, Felice Gimondi
2 nel 1977: Rik Van Linden, Giacinto Santambrogio
4 nel 1978: Rik Van Linden (3), Johan De Muynck
1 nel 1979: Knut Knudsen
3 nel 1980: Silvano Contini, Gianbattista Baronchelli, Tommy Prim
5 nel 1981: Knut Knudsen (3), Serge Parsani, Gianbattista Baronchelli
3 nel 1982: Silvano Contini (3)
3 nel 1983: Alf Segersäll, Alessandro Paganessi, cronometro a squadre
1 nel 1984: Paolo Rosola
- - Vittorie finali: 2

1976: Felice Gimondi
1978: Johan De Muynck
- - Altre classifiche: 7

Classifica a squadre: 1978, 1980, 1981, 1982
Classifica giovani: Silvano Contini (1979), Tommy Prim (1980), Alberto Volpi (1985)
- Tour de France
  - Partecipazioni: 3 (1975, 1977, 1979)
  - Vittorie di tappa: 7

5 nel 1975: Rik Van Linden (3), Felice Gimondi, Giacinto Santambrogio
1 nel 1977: Giacinto Santambrogio
1 nel 1979: Serge Parsani
- - Vittorie finali: 0
  - Altre classifiche: 1

Classifica a punti: 1975 (Rik Van Linden)
- Vuelta a España
  - Partecipazioni: 0

### Classiche monumento
- Milano-Sanremo: 1

1974 (Felice Gimondi)
- Giro di Lombardia: 1

1973 (Felice Gimondi)
- Liegi-Bastogne-Liegi: 1

1982 (Silvano Contini)

### Campionati mondiali
- Corsa in linea: 1

1973 (Felice Gimondi, Nazionale italiana)